# 陈同海
陈同海（1948年9月18日—），男，江苏响水人，生于山东惠民，中华人民共和国政治人物。大庆石油学院采油工程专业毕业，教授级高级经济师。曾任宁波市人民政府市长，国家计委副主任；中国石油化工集团公司总经理，中国石化董事长等职。2007年6月22日，因涉嫌受贿，被“双规”；同时辞去了在中国石化的所有职务。2009年7月15日，北京市第二中级人民法院一审认定犯受贿罪成立，受贿的款项逾人民币1.9573亿元（其中单笔受贿1.776亿元），被判处死刑，缓期两年执行，并剥夺政治权利终身。

## 生平

### 早年经历
陈同海出身中共高级干部家庭，1973年7月，加入中国共产党。1976年，毕业于东北石油学院采油工程专业，被分配至大庆油田工作，任大庆研究院开发一室地质员；不久，被调往浙江。陈同海曾涉总理遗言案，此时，他的父亲陈伟达正担任中共浙江省委副书记（1972年至1978年）。

### 步入政界
在浙江省科委机关工作了一段时间后，1983年3月，陈同海被任命为浙江镇海石油石化总厂的负责人，成为政坛的起步。此后，他历任浙江省宁波市常务副市长，省计经委副主任、党组副书记，中共宁波市委副书记，宁波市代市长、市长等职。1994年1月，陈同海被提拔为原国家计划委员会副主任，成为副部级官员，时年45岁。

### 执掌国企
1998年3月，国务院机构改革，原国家计委撤销，陈同海被调任中国石化集团副总经理。2000年2月，又出任中国石化首届董事会董事、副董事长。2003年4月，接替李毅中出任中国石化集团总经理，同时兼任中国石油化工股份有限公司董事长。

### 落马
在担任中国石化董事长期间，陈同海与越南华裔女商人李薇有染。2007年6月22日，陈同海以“个人原因”突然宣布辞职。当年10月15日，国资委主任李荣融向外界证实，陈已经被“双规”，但没有解释原因。 后来才公布，陈同海的辞职是因为经中共中央批准后，中纪委、监察部已对陈的严重违纪问题开始进行立案检查。理由是，“利用职务便利，为他人谋取利益，收受钱款数额巨大；利用职权为情妇谋取巨额不正当利益；生活腐化”。
2009年7月15日，北京市第二中级人民法院一审认定陈同海2005年12月至2007年5月收受人民币1.9573亿元，犯受贿罪成立，被判处死刑，缓期两年执行，剥夺政治权利终身；并处没收个人全部财产。

## 家庭
父亲陈伟达，曾是中共上海地区的领导人之一，领导过上海学生运动；建国后，曾先后在浙江、天津等地，担任主要领导职务；特别在天津期间，胡启立、李瑞环都曾先后出任过他的副手。